# IJsselmeer
IJsselmeer  je zatvoreni unutarnji zaljev u središnjoj Nizozemskoj koji graniči s pokrajinama Flevoland, Sjeverna Holandija i Friesland. Prostire se na površini od 1,100 km2 s prosječnom dubinom od 4.5 m. Rijeka IJssel utječe u IJsselmeer.

## Povijest
Prije dvije tisuće godina Pomponije Mela, rimski geograf, spomenuo je kompleks jezera na sadašnjoj lokaciji IJsselmeer. Nazvao ga je Lacus Flevo. Tijekom stoljeća, obale jezera su se raspale zbog poplava i djelovanja valova, a jezero, koje se sada zove Almere, znatno je naraslo. Tijekom 12. i 13. stoljeća, olujni udari i podizanje razine mora poplavili su velike površine između jezera i Sjevernog mora, pretvarajući jezero u zaljev Sjevernog mora, nazvan Zuiderzee . Zuiderzee je nastavio biti prijetnja Nizozemcima, posebno kada sjeverozapadne oluje usmjere vode Sjevernog mora prema La Mancheu, stvarajući vrlo visoke plime duž nizozemske obale. Tijekom 17. stoljeća, nasipi Zuiderzee su se nekoliko puta urušili i napravljeni su planovi za uklanjanje prijetnje isušivanjem zaljeva. Kasniji planovi odvodnje bili su usmjereni na stvaranje plodnog poljoprivrednog zemljišta, ali nikada nisu napredovali dalje od faze planiranja. Tek nakon poplave 1916. zakonodavno tijelo odobrilo je Zuiderzee Works, veliki projekt hidrotehnike koji je uključivao izgradnju nasipa, isušivanje dijelova Zuiderzeea i izgradnju Afsluitdijka kako bi se spriječile plime i visoka voda.
Godine 1932. Zuiderzee je zatvoren Afsluitdijkom, 32 km dug nasip koji povezuje Friziju i Sjevernu Holandiju s obje strane rijeke Zuiderzee. Zuiderzee više nije bila morska uvala i preimenovana je u IJsselmeer (jezero IJssel). Kontinuirani tok svježe riječne vode ubrzo je isprao slanu vodu.
Od 1929. do 1967. više od polovice IJsselmeera je isušeno, stvarajući 1,979 km2  poldera: Wieringermeer, Noordoostpolder, Istočni i Južni Flevoland.
Godine 1975. između Enkhuizena i Lelystada izgrađen je nasip kao sjeverna granica Markerwaarda, planiranog, ali nikada realiziranog poldera u IJsselmeeru. Ovaj nasip, Houtribdijk ili Markerwaarddijk, podijelio je IJsselmeer na dva dijela. Bivši južni dio IJsselmeera sada je hidrološki odvojeni Markermeer. Predložena polderizacija Markerwaarda napuštena je nakon što mnoga nizozemska populacija nije željela gubitak tradicionalnog obalnog (sada jezera) okoliša i vidika.
Godine 1986. tri poldera u IJsselmeeru činila su novu pokrajinu Flevoland, dvanaestu pokrajinu Nizozemske.
IJsselmeer je sada gotovo potpuno slatkovodan, slana voda je odavno pročišćena. Ovaj izmijenjeni okoliš utjecao je na riblje i biljne ekosustave. Promjena je bila korisna za nizozemske brodove, od kojih su mnogi čelični, budući da slatka voda značajno smanjuje hrđanje trupova i daleko je manje nakupljanja morskog rasta (kao što su alge i školjke ispod vodene linije teglenica). To ima dodatnu prednost da teglenice i jahte u IJsselmeeru trebaju daleko manje sredstva protiv obraštanja, premaza koji je neizbježno donekle toksičan za divlje životinje.

## Trenutna upotreba
Zbog značajnih količina vode iz Rajne koja teče kroz njezin rukavac IJssel u IJsselmeer, zatvoreni zaljev funkcionira kao veliki rezervoar slatke vode, koji služi kao izvor za poljoprivredu i pitku vodu. Odvodne brane u Afsluitdijku reguliraju razinu vode IJsselmeera.
IJsselmeer se koristi za transport i ribolov. Također nudi niz mogućnosti za rekreaciju, kako na vodi tako i na svojoj obali. Zbog male dubine IJsselmeera, Markermeera i graničnih jezera, njegovi gradovi i ribarska sela ostali su uglavnom netaknuti i imaju mnoge povijesne građevine.
U IJsselmeer se nalazi brojne vjetrenjače iz vjetroparka Noordoostpolder. U budućnosti će se u ovoj uvali izgraditi i vjetropark Fryslan.